# معهد الدراسات العليا بتونس
معهد الدراسات العليا بتونس هو أول معهد للتعليم العالي أنشئ بتونس في عهد الحماية الفرنسية وذلك عام 1945. يقع في الزاوية بين نهجي روما وسوق أهراس في قلب العاصمة التونسية وكان هذا المقر في الأصل المندرسة الابتدائية غاريبالدي التي كانت تابعة للإيطاليين بتونس والتي افتكت منهم غداة الحرب العالمية الثانية. واستمر هذا المعهد بضعة سنوات بعد الاستقلال حتى وقعت الاستعاضة عنه بمؤسسات عليا جديدة احتلت مكانه في البداية ثم وقع نقلها إلى مقاراتها الجديدة ومن بينها كلية العلوم بتونس.
كان معهد الدراسات العليا تابعا لجامعة باريس حيث كان يدرّس به عدد من أهم الأساتذة الفرنسيين من أهمهم المستشرق وليام مارسي. إلا ألأن أغلب طلبته لم يكونوا من التونسيين وإنما من الفرنسيين ففي العام الدراسي 1948 - 1949 كان به 578 طالب من بينهم 149 فقط من التونسيين أي الربع تقريبا وانخفضت هذه النسبة بعد ذلك إلى الخمس خلال العام الدراسي 1951 - 1952 حيث نجد 213طالبا تونسيا على مجموع 1015 طالب. غير أن الوضع تغير بعد الاستقلال عام 1956.